# Kordula Klose

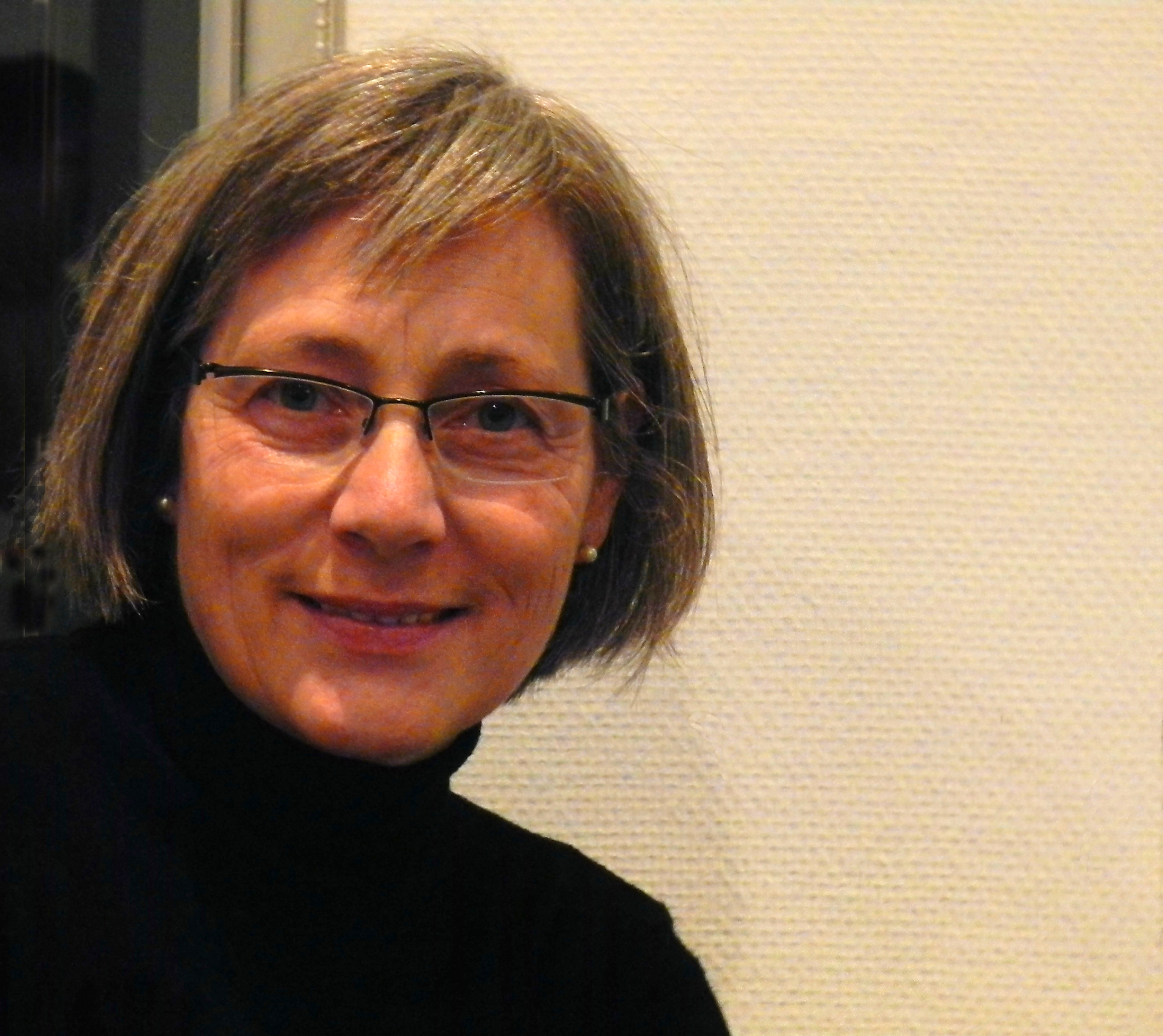
Porträt Kordula Klose

Kordula Klose, auch Kordula Klose-Schmitt (* 1955 in Kassel) ist eine deutsche Bildhauerin. Sie arbeitet vor allem in Metall. Kordula Klose lebt und arbeitet in Calden-Fürstenwald.

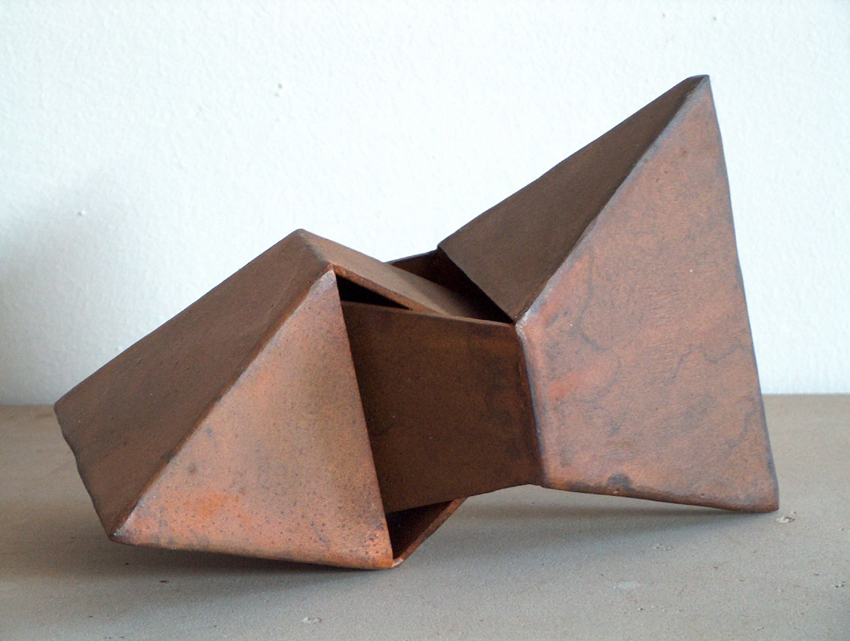
Große Stahlskulptur Kordula Klose

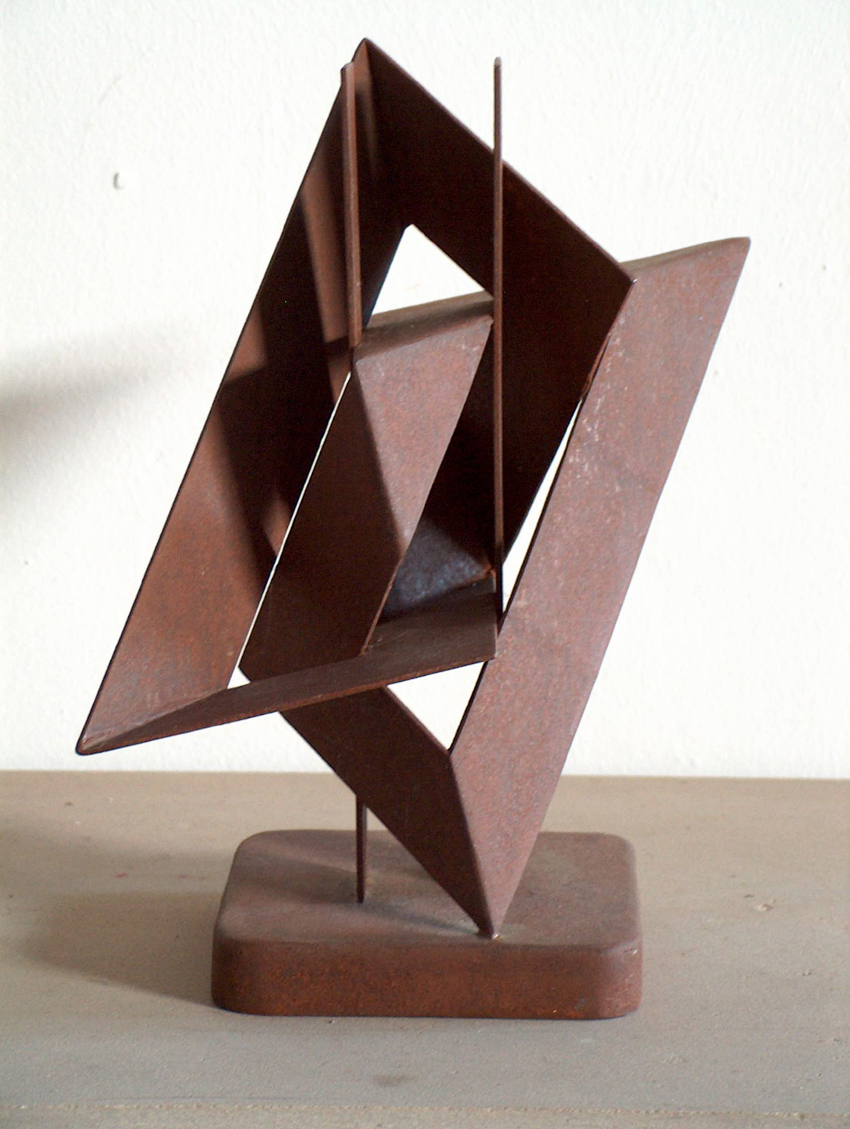
Stahlskulptur 5 1989

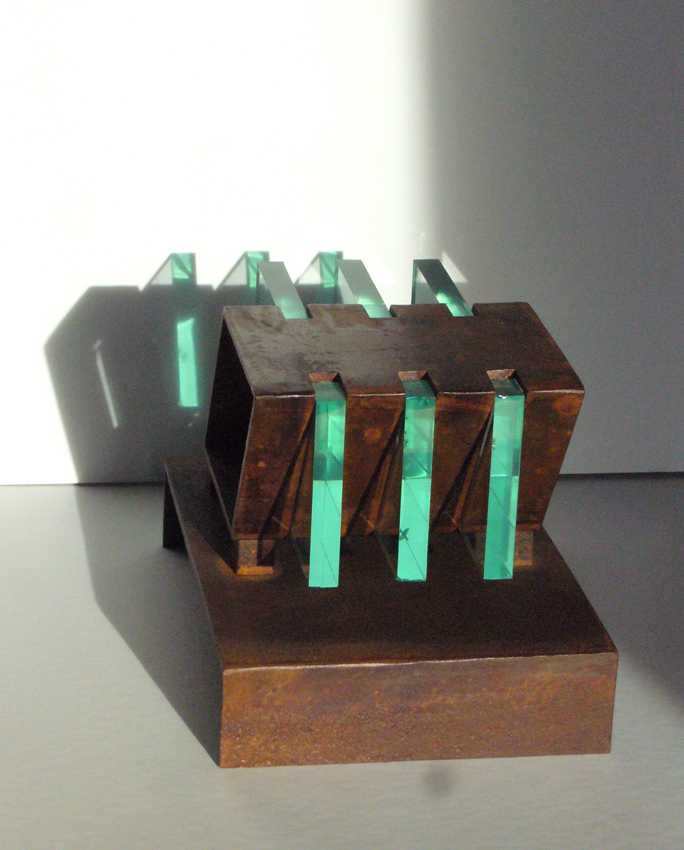
Glasskulptur VII 2011

## Leben
Kordula Klose studierte Metallbildhauerei an der Kunstakademie Kassel bei Eberhard Fiebig. Seit 1980 arbeitet sie als freischaffenden Bildhauerin. Im Team einer Produzentengalerie arbeitete sie 1990 bis 1998 mit an der Entwicklung und Organisation von Kunstprojekten. 1998 bis 2000 entwickelte sie die Turmumspielungen, ein Kulturprojekt für die Lutherkirche Kassel. 2008 nahm Kordula Klose am Simpozionul internaţional de artă contemporană teil, einem Bildhauersymposium in Sângeorz-Băi, Rumänien.
Neben ihrer künstlerischen Tätigkeit ist sie kunstpädagogisch tätig, sie leitet Workshops für Schule und Erwachsenenbildung.
Sie gestaltete den erstmals im Rahmen des Kasseler Dokumentarfilm- und Videofest 2003 verliehenen Golden Cube.
2004 eröffnete sie ein Kulturcafé im ehemaligen Bahnhof in Fürstenwald und organisiert dort wechselnde Ausstellungen, Konzerte, Vorträge, Filmvorführungen und Lesungen. Klose ist Mitglied im Berufsverband BBK Kassel.

## Werk
Kordula Klose arbeitet mit Stahlblechen und anderen Halbzeugen. Ihre konstruktiv-geometrischen Skulpturen sind durch die Rhythmik und die Symmetrie ihrer Elemente bestimmt. In neueren Arbeiten kombiniert Kordula Klose Holz und Metall, auch Glas und Holz. In einfachen Grundformen wie z. B. Rechteck, Kreis bzw. Rohrsegment oder Quader fügt sie dicke Glasscheiben in Schlitze ein. Die Schlitze werden mit Wasserstrahltechnik eingeschnitten, da das Glas eine hohe Präzision verlangt. Es entstehen so Arbeiten aus zwei sehr harten und festen Materialien, die bei völlig unterschiedlicher Wirkung miteinander korrespondieren. Das Glas wirkt irritierend, die grün leuchtenden Kanten spiegeln die Räumlichkeit der Stahlform, lassen Einblicke und Durchblicke zu und verschieben optisch die geraden Linien. Aus der Präzision, die das Material verlangt, entsteht Leichtigkeit, die diese Präzision wieder vergessen macht.

„Plastik ist für mich aus der Fläche eroberter Raum;
 
aufgebrochen, geknickt, geschlitzt gibt die Fläche Raum frei und definiert ihn zugleich.“

## Ausstellungen (Auswahl)
Bei den mit »E« gekennzeichneten Ausstellungen handelte es sich um eine Einzelausstellung.
- 1988 „Stahlplastiken“E,[1]
- 1996 „Stahlplastiken“, Warburg, Museum im SternE
- 1999 Internationales Bildhauersymposium Vellmar
- 2000 „Schalen aus Stahl und Raum“, Handwerkskammer KasselE
- Wülmersen: Tag des Offenen Denkmals
- „Spiegelungen“ Kunstprojekt „Losse – Kunst am Fluss“
- Ausstellungen „Sommerfrische“, Schloss Wilhelmsthal
- 2008 "Intersecting views" - International symposium of contemporary art, Sângeorz-Băi, Rumänien
- „Kunst in alten Mauern“, Hann. Münden
- 2010 Landhaus Dorotheenhof, MollenfeldeE,[7]
- 2011 Kultursommer Nordhessen, Kulturschule Hümme[8]
- 2011 „Die Neuen kommen“, Museum der Stadt Bad Hersfeld
- 2011 „Glas und Stahl“, Verwaltungsgericht Kassel, 8. Juni – 16. September 2011E,[9]
- 2017 Christus-Pavillon, Kloster Volkenroda, 13. August bis 15. Oktober 2017E

## Arbeiten in öffentlichen Sammlungen und im öffentlichen Raum
- Skulpturengarten am ehemaligen Bahnhof Fürstenwald
- Hessisches Landesmuseum, Kassel: Schale aus Stahl, 2002
- Oberhessisches Museum Gießen: Stahlskulptur II/1988
- Friedhofskapelle Waldau: Ambo, Wandgestaltung, Fenstergestaltung, Kranzhalterungen und Große Leuchter
- Frankenberg: Stahlskulptur XIV/1994 (vor dem Finanzamt)
- Ahnepark, Vellmar: begehbarer Pavillon, 1999